# Żmija łąkowa
Żmija łąkowa (Vipera ursinii) – gatunek jadowitego węża z rodziny żmijowatych (Viperidae).

## Zasięg występowania
Występuje w Europie. Zasięg ma nieciągły charakter. Można ją spotkać w południowo-wschodniej Francji, centralnej części Półwyspu Apenińskiego, od Chorwacji po Albanię i Macedonię Północną, a także na Węgrzech i w Rumunii. Wymarła w Austrii oraz prawdopodobnie w Bułgarii, Mołdawii i Ukrainie.

## Podgatunki
Wyróżnia się cztery podgatunki:
- Vipera ursinii macrops (Méhely, 1911) – Bałkany, w tym Czarnogóra;
- Vipera ursinii moldavica Nilson, Andrén & Joger, 1993 – Rumunia, Bułgaria, Mołdawia;
- Vipera ursinii rakosiensis Méhely, 1893 – wschodnia Austria, Węgry, Słowenia, Chorwacja, Serbia, południowa Rumunia, północna Bułgaria;
- Vipera ursinii ursinii (Bonaparte, 1835) – środkowe Włochy.

Kilka taksonów klasyfikowanych dawniej jako podgatunki Vipera ursinii zyskało rangę odrębnych gatunków: Vipera anatolica, Vipera eriwanensis (wraz z V. e. ebneri jako podgatunkiem), Vipera graeca i Vipera renardi.

## Cechy charakterystyczne
Gatunek jadowity. Posiada nieduże zęby jadowe i niewielką w porównaniu z innymi żmijami toksyczność jadu, w związku z czym jej ukąszenie nie stanowi zagrożenia dla człowieka (nie odnotowano do tej pory przypadków śmiertelnych). Zalecana jest jednak ostrożność. Jej ukąszenie może spowodować miejscowy paraliż, obrzmienia i ból.

### Wygląd
Ciało krępe, masywne. Grzbiet ciała u tego gatunku ma kolor jasnoszary, żółtoszary, oliwkowy, zielonoszary, żółty lub jasnokasztanowobrązowy z ciemną (czarną, szarą lub zielonkawą) falistą linią (zygzakiem) przebiegającą wzdłuż. Na głowie znajduje się czarny rysunek, kształtem przypominający motyla, składający się z kilku symetrycznie ułożonych plam. Na bokach ciała występują czarne, niewyraźne, drobne plamki. Żmije te osiągają długość od 35 cm do 50 cm. Samice są nieco większe od samców.
Głowa wyodrębniona z tułowia, spłaszczona, pysk tępo zakończony. Oczy są żółte lub pomarańczowe z ciemną, pionową źrenicą.

## Biotop
Gatunek ten zasiedla zarówno wyżyny jak i niziny, można ją też spotkać w górach. Preferuje tereny o charakterze stepowym, często zasiedla trawiaste zbocza gór, jednak można spotkać ją też na łąkach, lasostepach, nad brzegami mórz i rzek.
Prowadzi naziemny tryb życia. Aktywna w dzień, unika dużych upałów i słońca. Na noc skrywa się w norach gryzoni lub szczelinach skalnych. Sen zimowy trwa zazwyczaj od października do marca lub kwietnia.

## Pokarm
Owady, pająki, jaszczurki, małe gryzonie, noworodki mysie i pisklęta małych ptaków. Owady uśmierca jadem, zaś kręgowce często połyka jeszcze żywe.

## Zagrożenie
Słabo jadowita i płochliwa.

## Rozmnażanie
Dojrzałość płciową osiąga w wieku trzech lat. Jest gatunkiem jajożyworodnym. Gody następują wkrótce po wybudzeniu się żmij ze snu zimowego. Samce toczą ze sobą rytualne walki, oplatając się wokół siebie. Unoszą górne części i każdy z nich próbuje przygnieść rywala do ziemi. Samica rodzi od 8–15 młodych o długości 11–17 cm.